# 徐胜治
徐胜治（1974年—），笔名徐公子胜治，中华人民共和国宣城人，网络作家、证券分析师。

## 生平
1974年出生于安徽宣城，排行第二，父母都是大学生。他从宣城中学毕业后，考入大连理工大学机械工程专业。1998年大学毕业后，成为中国首批持有执业资格证的证券分析师，曾在青岛大摩投资咨询公司任职常务副总经理兼首席证券分析师，著有《超越大盘的策略》《徐公子兵法》等证券投资专著。
2006年开始，利用业余时间创作网络小说，成为起点中文网签约作者。 2010年成立徐公子胜治工作室，之后退出投资市场成为专职作家，作品有《鬼股》《神游》《人欲》《灵山》《地师》《天枢》《惊门》《太上章》《方外：消失的八门》《欢想世界》。
《惊》入选2015年第一、二季度中国网络小说排行榜精品榜，《方》荣获2018年橙瓜网络文学奖年度百强作品奖。